# جدجد مشاكس
جدجد مشاكس (الاسم العلمي: Gryllus bellicosus) هو نوع من الحشرات يتبع جنس الجدجد من فصيلة الجداجد الحقيقية.